# Horizon's Lord
L’arme nommée Horizon Lord (ou Horizon’s Lord - en ukrainien : Володар Обрію - Volodar Obriyu) est un fusil de précision et anti-matériel développé en Ukraine. Conçu pour tirer des munitions de calibre 12,7×114HL, elle est destinée à neutraliser des cibles lourdes telles que des véhicules blindés ou des équipements militaires à longue distance.  

## Caractéristiques techniques
- Type : Fusil de précision / anti-matériel
- Calibre : 12,7×114HL
- Origine : Ukraine
- Fabricant : Usine d’armement MAYAK [2]

Le calibre 12,7×114HL est spécifique à cette arme et a été développé pour offrir une puissance de feu accrue par rapport aux munitions standards de calibre 12,7 mm. Cela permet au Horizon’s Lord de percer des blindages plus épais et d’engager des cibles à des distances plus longues avec une efficacité supérieure.

## Contexte de développement
Le développement de cette arme s’inscrit dans le cadre des efforts de modernisation de l’arsenal militaire ukrainien. L’usine MAYAK a été active sur les réseaux sociaux[réf. souhaitée], partageant des informations sur diverses armes nouvelles ou prototypes, dont le Horizon’s Lord.  

## Utilisation
Le Horizon’s Lord est principalement destiné aux forces armées ukrainiennes pour des missions nécessitant la neutralisation de cibles fortement blindées ou situées à longue distance. Sa conception répond aux besoins spécifiques du théâtre d’opérations ukrainien, où la capacité à engager efficacement des cibles à distance est cruciale.

## Tir à longue distance
Le record du monde actuel du tir létal pour un tireur d'élite (3,8 kilomètres (2,3612105296 mi)) a été établi en novembre 2023 par Viacheslav Kovalskyi, avec un Horizon's Lord. Kovalskyi intervenait pour le service de sécurité ukrainien pendant la guerre russo-ukrainienne,,,.